# حمام تودشکچو
حمام تودشکچو مربوط به دوره پهلوی است و در اصفهان، تودشک محله، تودشک چویه واقع شده و این اثر در تاریخ ۱۱ مرداد ۱۳۸۴ با شمارهٔ ثبت ۱۲۳۱۶ به‌عنوان یکی از آثار ملی ایران به ثبت رسیده است.